# Iwosław
Iwosław – imię męskie, będące neologizmem utworzonym poprzez dodanie do imienia Iwo typowej dla imion słowiańskich końcówki -sław. Imię to zostało zanotowane w 1353 roku.